# Jari Kurri
Jari Pekka Kurri, född 18 maj 1960 i Helsingfors, Finland, är en finsk före detta professionell ishockeyspelare som spelade 17 säsonger i NHL mellan 1981 och 1998 för klubbarna Edmonton Oilers, Los Angeles Kings, New York Rangers, Mighty Ducks of Anaheim och Colorado Avalanche.

## Karriär
Jari Kurri vann under sin karriär Stanley Cup sammanlagt fem gånger, samtliga med Edmonton Oilers. Under sin tid i Edmonton på 1980-talet spelade han framgångsrikt i samma kedja som Wayne Gretzky.
Kurri var en mycket utpräglad målskytt vilket han inte minst visade säsongen 1984–85 då han gjorde 71 mål. Bara Teemu Selänne och Aleksandr Mogilnyj av europeiska spelare har gjort fler mål under en och samma säsong. Totalt blev det 601 mål och 1398 poäng i NHL vilket han är näst bäst med av europeiska spelare genom tiderna. Jaromir Jagr har gjort fler, 646 mål och 1599 poäng.
1998 samlade tidningen The Hockey News ihop en kommitté av 50 ishockeyexperter bestående av före detta NHL-spelare, journalister, TV-bolag, tränare och styrelsemedlemmar för att göra en lista över de 100 bästa spelarna i NHL:s historia. Experterna röstade fram Kurri som nummer 50 och han är i och med det den högst rankade spelaren ifrån norra Europa.
Hans tröjnummer nummer 17 är pensionerat av Edmonton Oilers, Jokerit och Finlands landslag och hänger i taket i både Rexall Place och Hartwall Arena.
Kurri har också varit general manager för det finländska ishockeylandslaget.

## Statistik

### Klubbkarriär
| 1977–78         | Jokerit                 | FM-ligan        | 29   | 2   | 9   | 11   | 12  | 6   | 1   | 7   | 8   | 2   |
| 1978–79         | Jokerit                 | FM-ligan        | 33   | 16  | 14  | 30   | 12  | —   | —   | —   | —   | —   |
| 1979–80         | Jokerit                 | FM-ligan        | 33   | 23  | 16  | 39   | 22  | —   | —   | —   | —   | —   |
| 1980–81         | Edmonton Oilers         | NHL             | 75   | 32  | 43  | 75   | 40  | 9   | 5   | 7   | 12  | 4   |
| 1981–82         | Edmonton Oilers         | NHL             | 71   | 32  | 54  | 86   | 32  | 5   | 2   | 5   | 7   | 10  |
| 1982–83         | Edmonton Oilers         | NHL             | 80   | 45  | 59  | 104  | 22  | 16  | 8   | 15  | 23  | 8   |
| 1983–84         | Edmonton Oilers         | NHL             | 64   | 52  | 61  | 113  | 14  | 19  | 14  | 14  | 28  | 13  |
| 1984–85         | Edmonton Oilers         | NHL             | 73   | 71  | 64  | 135  | 30  | 18  | 19  | 12  | 31  | 6   |
| 1985–86         | Edmonton Oilers         | NHL             | 78   | 68  | 63  | 131  | 22  | 10  | 2   | 10  | 12  | 4   |
| 1986–87         | Edmonton Oilers         | NHL             | 79   | 54  | 54  | 108  | 41  | 21  | 15  | 10  | 25  | 20  |
| 1987–88         | Edmonton Oilers         | NHL             | 80   | 43  | 53  | 96   | 30  | 19  | 14  | 17  | 31  | 12  |
| 1988–89         | Edmonton Oilers         | NHL             | 76   | 44  | 58  | 102  | 69  | 7   | 3   | 5   | 8   | 6   |
| 1989–90         | Edmonton Oilers         | NHL             | 78   | 33  | 60  | 93   | 48  | 22  | 10  | 15  | 25  | 18  |
| 1990–91         | HC Milano               | Serie A         | 30   | 27  | 48  | 75   | 6   | 10  | 10  | 12  | 22  | 2   |
| 1991–92         | Los Angeles Kings       | NHL             | 73   | 23  | 37  | 60   | 24  | 4   | 1   | 2   | 3   | 4   |
| 1992–93         | Los Angeles Kings       | NHL             | 82   | 27  | 60  | 87   | 38  | 24  | 9   | 8   | 17  | 12  |
| 1993–94         | Los Angeles Kings       | NHL             | 81   | 31  | 46  | 77   | 48  | —   | —   | —   | —   | —   |
| 1994–95         | Jokerit                 | FM-ligan        | 20   | 10  | 9   | 19   | 10  | —   | —   | —   | —   | —   |
| 1994–95         | Los Angeles Kings       | NHL             | 38   | 10  | 19  | 29   | 24  | —   | —   | —   | —   | —   |
| 1995–96         | Los Angeles Kings       | NHL             | 57   | 17  | 23  | 40   | 37  | —   | —   | —   | —   | —   |
| 1995–96         | New York Rangers        | NHL             | 14   | 1   | 4   | 5    | 2   | 11  | 3   | 5   | 8   | 2   |
| 1996–97         | Mighty Ducks of Anaheim | NHL             | 82   | 13  | 22  | 35   | 12  | 11  | 1   | 2   | 3   | 4   |
| 1997–98         | Colorado Avalanche      | NHL             | 70   | 5   | 17  | 22   | 12  | 4   | 0   | 0   | 0   | 0   |
| FM-ligan totalt | FM-ligan totalt         | FM-ligan totalt | 95   | 41  | 39  | 80   | 46  | 6   | 1   | 7   | 8   | 2   |
| NHL totalt      | NHL totalt              | NHL totalt      | 1251 | 601 | 797 | 1398 | 545 | 200 | 106 | 127 | 233 | 123 |

## Meriter
- Stanley Cup – 1984, 1985, 1987, 1988 och 1990
- Lady Byng Trophy – 1985
- Hans 71 mål säsongen 1984-85 var rekord i NHL av en högerforward ända fram till säsongen 1989-90 då Brett Hull gjorde 72 mål.
- Är en av ytterst få som har gjort 50 mål på 50 matcher, vilket han gjorde 1985. Dock räknas inte detta officiellt eftersom det var Edmontons 53:e match för säsongen.
- Delar rekordet för flest antal mål under ett slutspel i NHL med 19 mål.
- Ligger på 14:e plats i antalet gjorda mål och på 19:e plats i antalet poäng genom tiderna i NHL.
- Är den nordiska spelare som gjort flest poäng på en säsong i NHL med 135 poäng 1985).
- Är den nordiska spelare som gjort flest mål, assists och poäng totalt i NHL med 601 mål, 797 assists och 1398 poäng.
- Valdes in i Hockey Hall of Fame 2001 och var i och med det den första finländska spelaren att lyckas med den bedriften.